# Млинівська селищна територіальна громада
Млинівська селищна територіальна громада — територіальна громада в Україні, у Дубенському районі Рівненської області. Адміністративний центр — селище Млинів.
Площа громади — 345,67 км², населення — 18 583 мешканці (2018).

## Населені пункти
До складу громади входять 1 селище (Млинів) і 40 сіл: Береги, Богушівка, Брищі, Владиславівка, Гончариха, Добрятин, Довгошиї, Долина, Іванівка, Іванківці, Коблин, Кораблище, Косареве, Лукарівка, Малі Дорогостаї, Мальоване, Мантин, Маслянка, Мошків, Новина-Добрятинська, Новини, Новоселівка, Озліїв, Остріїв, Перевередів, Перемилівка, Підгайці, Пітушків, Посників, Привітне, Пугачівка, Радів, Річище, Стоморги, Терешів, Травневе, Тушебин, Ужинець, Улянівка та Щасливе.

## Історія
Утворена 1 серпня 2016 року шляхом об'єднання Млинівської селищної ради та Берегівської, Владиславівської, Добрятинської, Довгошиївської, Кораблищенської, Малодорогостаївської, Перемилівської, Пітушківської, Посниківської, Привітненської, Пугачівської сільських рад Млинівського району.
6 листопада 2018 року до складу громади приєдналась Мальованська сільська рада Млинівського району.
Відповідно до розпорядження Кабінету Міністрів України № 722-р від 12 червня 2020 року «Про визначення адміністративних центрів та затвердження територій територіальних громад Рівненської області», до складу громади було включено Підгаєцьку сільську раду Млинівського району.
19 липня 2020 року, в результаті адміністративно-територіальної реформи та ліквідації Млинівського району, громада увійшла до складу Дубенського району.